# Річард Шрюсбері, 1-й герцог Йоркський
Річард Шрюсбері, 1-й герцог Йоркський (англ. Richard of Shrewsbury, 1st Duke of York; 17 серпня 1473 — після 1483) — другий син англійського короля Едуарда IV і його дружини Єлизавети Вудвіл.
Попри юний вік, Річард був одружений: шлюб з Енн Моубрей приніс маленькому принцу кілька титулів, а її смерть — багаті маєтки. Після смерті батька Річард Шрюсбері став передбачуваним спадкоємцем престолу при своєму старшому братові-королі Едуарда V. Однак обидвох принців, як і інших дітей Едуарда IV, визнав незаконнонародженими їх дядько Річард Глостер. Невдовзі після проголошення Річарда Глостера королем, обидва хлопчики таємниче зникли з Тауера.

## Біографія
Принц Річард народився в Шрусбері й був другим сином і шостим з десяти дітей короля Едуарда IV і його дружини, Єлизавети Вудвіл. У травні наступного року хлопчик був названий герцогом Йоркським; саме з нього почалася традиція, за якою цей титул отримували другі сини або ж наступні брати королів. У 1476 році Річард також був проголошений графом-маршалом, який відповідав за утримання коней і підтримання порядку в палацових службах.

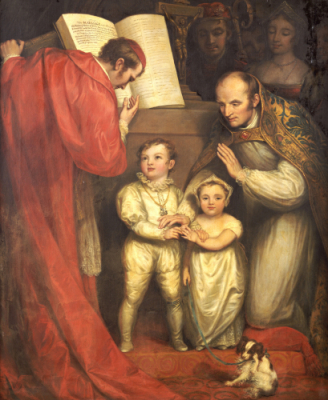
Весілля Річарда і Анни.
Джеймс Норкот, XIX століття.

15 січня 1478 року в капелі Св. Стефана Вестмінстерського палацу чотирирічний Річард одружився з п'ятирічною Енн Моубрей, дочкою і спадкоємицею Джона Моубрея, герцога Норфолка. Оскільки герцогство тестя Річарда вже згасло до моменту його смерті, Анна не змогла успадкувати його, і титул був відтворений заново: Річард став графом Норфолком і графом Уореном 7 лютого 1477. За рік до того, 12 червня 1476, герцог Йоркський також отримав титул графа Ноттінгема. Коли маленька дружина принца померла в листопаді 1481, великі володіння, що дісталися їй від батька, мали відійти Вільяму, віконту Берклі і Джону Говарду, але парламентський акт від січня 1483 року передавав спадок Анни Річарду і його нащадкам, якби такі були. Обох співспадкоємців було позбавлено прав на спадщину: віконт Берклі мав фінансові труднощі, його борги погасив король Едуард IV і сам віконт відмовився від спадщини. Лорд Говард залишився ні з чим .

## Передбачуваний спадкоємець
9 квітня 1483 року несподівано помер батько Річарда і новим королем став його старший брат Едуард, а сам герцог Йоркський став передбачуваним спадкоємцем. Їх дядько Річард, герцог Глостерський, був призначений регентом і лордом-протектором своїх племінників. Невдовзі після смерті брата, Глостер став вживати заходів, щоб ізолювати племінників від Вудвілів і наказав заарештувати Ентоні Вудвіла і Річарда Грея, дядька і єдиноутробного брата хлопчиків. Молодого короля перевезли в Лондонський Тауер в очікуванні коронації під захист герцога Глостера. Річард разом з матір'ю і сестрами сховався в притулку. Пізніше Глостер умовив Єлизавету Вудвіл відіслати сина в башту до короля для компанії.
Два місяці по тому, 22 червня 1483 року, шлюб Едуарда IV з Єлизаветою Вудвіл визнано незаконним, оскільки Едуард на момент укладення шлюбу з Єлизаветою вже був пов'язаний обіцянкою з іншою жінкою . Річарда, як і інших дітей покійного короля, оголошено незаконнонародженим, а також позбавлено прав на престол і всіх титулів. 25 червня 1483 Річард наказав стратити раніше заарештованих брата і дядька Річарда в замку Понтефракт, Йоркшир. Глостера оголошено королем 6 липня 1483 року.